# Drive My Car
Drive My Car (títol original en japonès: ドライブ・マイ・カー, Doraibu mai kā; internacionalment en anglès: Drive My Car) és una pel·lícula dramàtica japonesa de 2021 coescrita i dirigida per Ryūsuke Hamaguchi. Està basada en el conte homònim de Haruki Murakami. Va ser seleccionada per a competir per la Palma d'Or al 74è Festival Internacional de Cinema de Canes, on va guanyar tres premis, inclòs el de Millor guió, i als Premis Globus d'Or va guanyar el premi a la millor pel·lícula de parla no anglesa.
Ha rebut quatre nominacions a la 94 edició dels Premis Òscar 2022, millor pel·lícula, millor direcció, millor guió adaptat i millor film internacional. S'ha doblat i subtitulat al català.

## Argument
Yūsuke Kafuku és un actor de teatre casat amb Oto, una guionista de cinema. El fet de perdre una filla de quatre anys a causa d'una pneumònia posa a prova la seva relació.
Passats dos anys, Kafuku accepta una residència de dos mesos en un teatre d'Hiroshima, on dirigirà una adaptació experimental i multilingüe de l'obra L'oncle Vània d'Anton Txèkhov. Atès que resideix a una hora del teatre, la companyia li assigna una xofera, Misaki Watari.